# وفاء المهداوي
وفاء جعفر امين المهداوي (مواليد 1957)، دكتوراه فلسفة في العلوم الاقتصادية عراقية شغلت منصب وزيرة العمل والشئون الاجتماعية.

## حياتها
ولدت في 1957 في منطقة الكرادة في محافظة بغداد وسط العراق. وهي حاصلة على دكتوراه فلسفة في العلوم الاقتصادية من جامعة بغداد عام 1987.

## مؤهلاته العلمية
- 1. بكالوريوس علوم في الاقتصاد/ جامعه بغداد /1979
- 2. ماجستير في العلوم الاقتصاديه / جامعة بغداد / 1982
- 3. دكتوراه فلسفة في العلوم الاقتصادية / جامعة بغداد / 1987

– عنوان رساله الماجستير
” دور المدخرات الوطنية في تمويل التنمية الاقتصاديه في العراق ”
– عنوان اطروحة الدكتوراه
” انماط التنمية الاقتصاديه في الدول النفطيه ”

## التوجهات السياسية والعقائدية
نشأت في اسرة غنية عربية الاصل تعود للسادة المهدية الموسوية ذات توجهات مدنية مستقلة عن التحزب والاحزاب بعيدة عن التطرف والتعصب الديني والمذهبي